# جمهوری شراب
جمهوری شراب (simplified Chinese) رمانی طنز نوشته مو یان است. این رمان به بررسی روابط بین مردم چین و غذا و نوشیدنی می پردازد و اظهاراتی دربارهٔ فساد و زیاده‌خواهی دولت می‌کند. این کتاب را هوارد گلدبلات به انگلیسی ترجمه کرده‌است.

## شخصیت‌ها
- دینگ گوئر، بازپرس ویژه
- راننده کامیون زن
- دیاموند هد دیاموند جین
- لی یدو
- مو یان
- شیطان کوچک قرمز / مرد با فلس
- یوان شوانگین
- مادر شوهر لی یدو
- یو ییچی، هتلدار کوتوله

## منتقدان
جمهوری شراب تقریباً مورد تحسین همه منتقدان ادبیات غربی قرار گرفت.